# Сељаци (филм)
Сељаци је југословенски филм снимљен 2001. године који је режирао Драгослав Лазић по сценарију Душана Савковића. Главне улоге играју Велимир Живојиновић, Горица Поповић и Драгиша Милојковић.

## Радња
У средишту приче је једна савремена сеоска породица: баба, коју зову деда Милојка, њен син - глава породице и председник села Трескавица Јеремија, његова жена Разуменка, син који сања да иде у Париз и снајка која хоће да постане певачица, други син који је у Паризу, и ћерка која је у Београду. Ту су и други ликови - супарничка породица: Петко Попај и Драгиња, затим Мачак, млада учитељица Милица, рођаци из Београда који долазе у посету баш на недељни ручак... Шармантна и питка комедија која проистиче из нашег менталитета и која са нескривеном симпатијом и благом иронијом говори о нашем времену.

## Улоге
| Глумац              | Улога          |
| ------------------- | -------------- |
| Велимир Живојиновић | Јеремија       |
| Горица Поповић      | Разуменка      |
| Татјана Лукјанова   | Деда Милојка   |
| Драгана Туркаљ      | Милица         |
| Петар Краљ          | Петко Попај    |
| Мира Бањац          | Драгиња        |
| Звездана Млакар     | Спела          |
| Богољуб Митић       | Мачак          |
| Драгиша Милојковић  | Милутин        |
| Оливера Марковић    | Учитељица Ната |
| Раде Којчиновић     | Ђура „Сељак”   |